# Thaumasiodes
Thaumasiodes là một chi bướm đêm thuộc họ Noctuidae.

## Các loài
- Thaumasiodes eurymitra Turner, 1939